# 蒂魯古拉爾
《蒂魯古拉爾》（泰米爾文：திருக்குறள்），或譯《古臘箴言》，作者悌儒維魯瓦（திருவள்ளுவர்），泰米爾古典文學桑格姆時期或稍晚作品，由1330首压韵的联语（குறள்，kural）或格言组成。其內容廣泛，涉及生活各方面，被視為泰米爾文學經典，被称作 tamilmarai（『泰米爾吠陀』）、poyyamoli（『真言』）、 teyva nul（『聖書』），是泰米爾族人待人接物所奉行的原則。
《蒂魯古拉爾》寫作时间大约於前2世紀至8世紀之間，一般认为在公元5世纪左右。有學者認為本書晚於考底利耶的《政治经济理论》（अर्थशास्त्रम，Arthaśāstra），而早於《玛尼梅格莱》（மணிமேகலை，Manimekalai）和《西拉巴提伽拉姆》（或《脚镯》，சிலப்பதிகாரம，Silapathikaram），因兩者都有徵引蒂魯古拉爾之處。
《蒂魯古拉爾》之作者是否悌儒維魯瓦，及其中悌儒維魯瓦的詩作究竟佔多大比例都存在爭議。首次提及悌儒維魯瓦為作者的是數世紀後在蒂鲁伯纳玛莱（Thiruvannamalai）一首名為『花環』的歌曲。

## 形式
泰米爾古典詩歌中某些形式稱為 வெண்பா（venpa），《蒂魯古拉爾》中的聯語形式 குறள் 即是四種 வெண்பா 之一，為兩行之 வெண்பா。其每聯共七個 சீர（cir），上聯四個，下聯三個。每個 சீர 由兩個或以上更基本的音韻單位 அசை（acai）構成。每個 அசை 為一單音節或雙音節。例如『蒂魯古拉爾』即由『蒂魯』和『古拉爾』兩個 அசை 組成。

## 内容
《蒂魯古拉爾》共1330首，分133章，每章10首。各章皆有一主題，自『農耕』至『治國』不一。這133章共分為3部分，分別為 அறம்（aram，德行，一章至三十八章），有关家庭伦理等；பொருள்（porul，政治，三十九章至一〇八章，共七十章），有关社会政治等；及 இன்பம் （inbam，愛情，一〇九章至一三三章，共二十五章），有关爱情贞操等。
《蒂魯古拉爾》作者熟悉《羅摩衍那》、《摩奴法典》等作品。有學者認為，《蒂魯古拉爾》乃是按照梵文古典中『人生三大目標』（trivarga）之觀念展开的，即『法』（धर्म，dharma）、『物質財富』（अर्थ，artha）及『愛』（काम，kāma），对应《蒂魯古拉爾》的三部分，并自然地导向第四個目標（पुरुष-अर्थ，puruṣa-artha）『解脫』（मुक्ति，mokṣa）。

## 宗教观
《蒂魯古拉爾》作者是否印度教或耆那教信徒存在争议，佛教之中观于其中也有反映。

## 中譯本
《蒂魯古拉爾》有兩種中譯本：
- 《古臘箴言》，程曦譯，馬來亞大學印度文學系出版，香港大學出版社發行，1967年。[1]
- 《蒂魯古拉爾》，鶴山21世紀國際論壇譯文組譯，臺灣普音文化，2012年。